# Testament

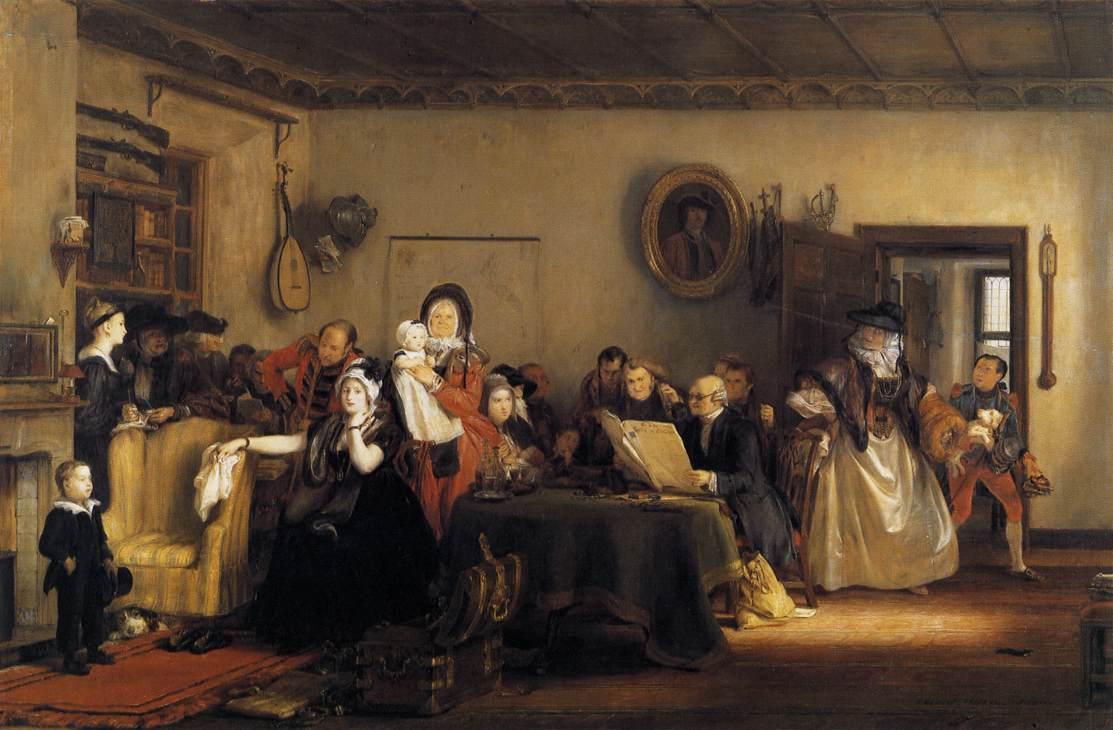
Odczytanie testamentu, obraz Davida Wilkiego, 1820.

Testament (z łac. testamentum – sporządzone przy świadkach, testis – świadek) – rozrządzenie własnym majątkiem na wypadek śmierci. W Polsce kwestie związane ze sporządzaniem testamentów reguluje przede wszystkim kodeks cywilny.

## Zasady ogólne

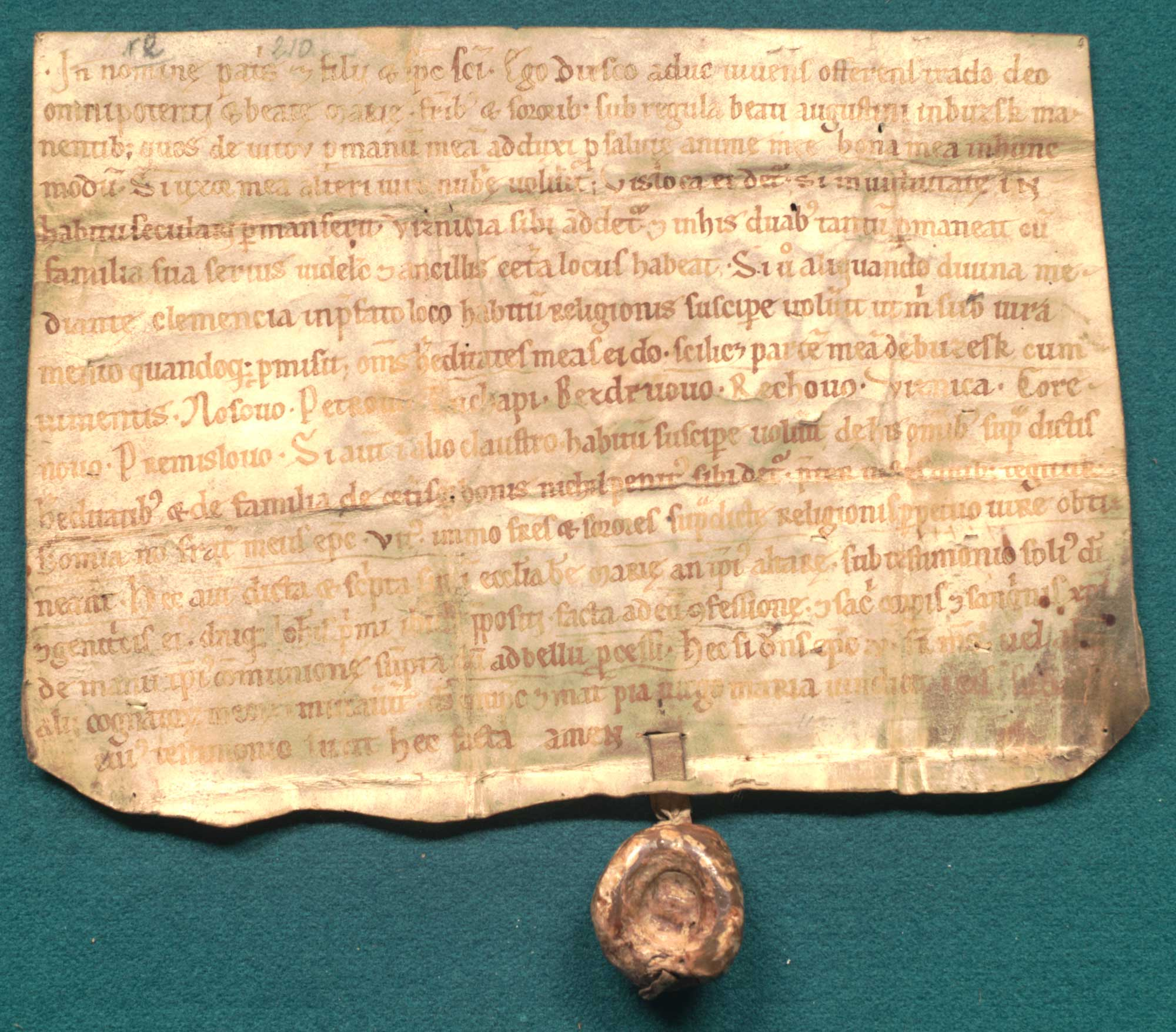
Najstarszy zachowany polski testament Dzierżki spisany po łacinie około 1190 roku.

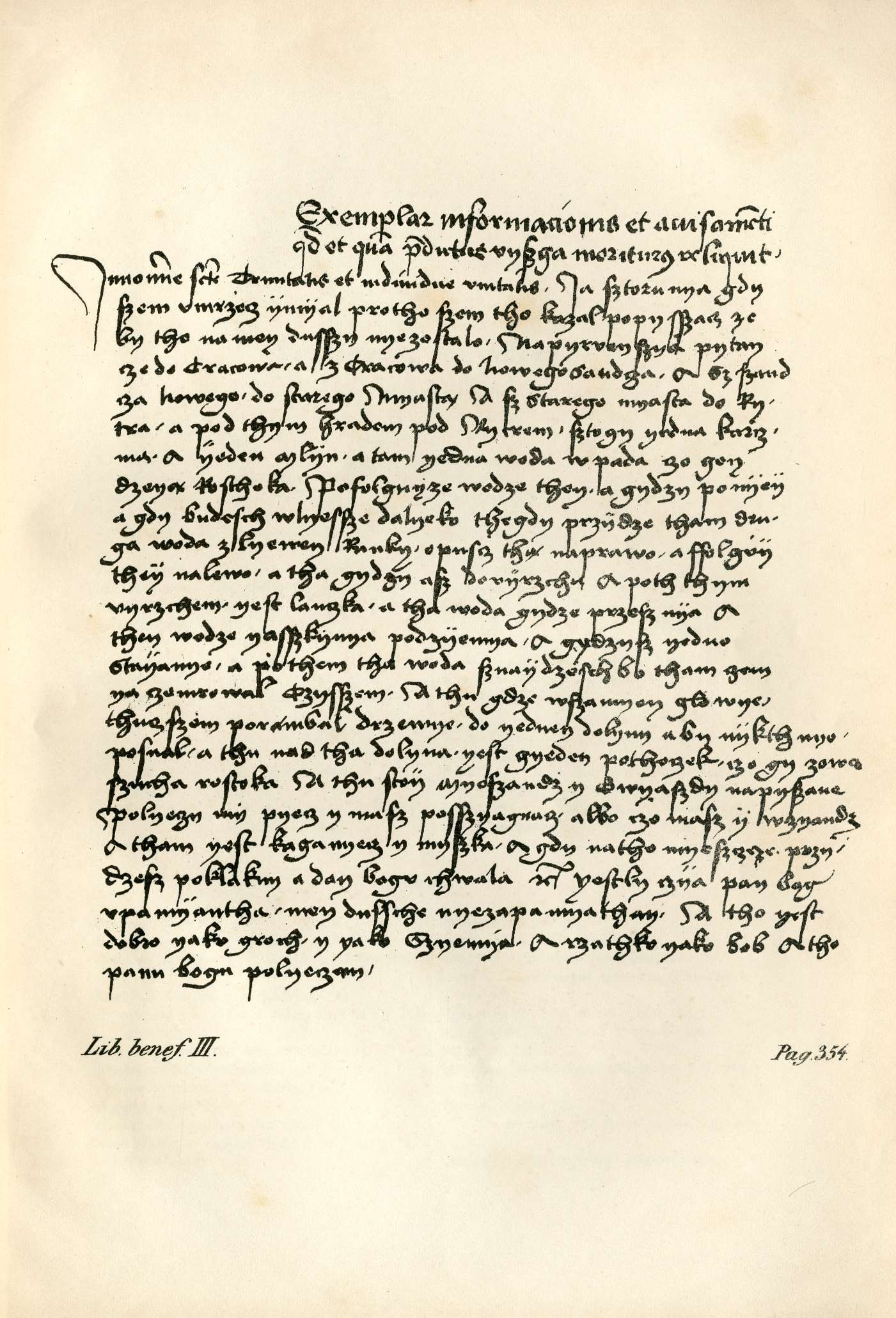
Testament Piotra Wydżgi spisany w języku polskim w latach 1470–1480.

Testament może obejmować rozrządzenie majątkiem tylko jednego spadkodawcy, nie można więc sporządzać testamentów wspólnych. Spadkodawca może w każdym czasie odwołać zarówno cały testament, jak i jego poszczególne postanowienia. Testament może sporządzić i odwołać jedynie osoba mająca pełną zdolność do czynności prawnych. Testament nie może zostać ani spisany, ani odwołany przez przedstawiciela.
W przypadku testamentów, polskie prawo przewiduje nieco odmienne zasady stosowania wad oświadczeń woli niż w przypadku pozostałych czynności prawnych. Nieważność testamentu zachodzi w przypadku gdy został on dotknięty następującymi wadami oświadczeń woli:
1. w stanie wyłączającym świadome albo swobodne powzięcie decyzji i wyrażenie woli;
2. pod wpływem błędu uzasadniającego przypuszczenie, że gdyby spadkodawca nie działał pod wpływem błędu, nie sporządziłby testamentu tej treści;
3. pod wpływem groźby.

Testament można odwołać przez sporządzenie nowego testamentu bądź w zamiarze odwołania zniszczy się go lub pozbawi cech, od których zależy jego ważność, bądź też dokona się w nim takich zmian, z których wynika wola jego odwołania.
W przypadku gdy spadkodawca sporządził nowy testament, nie zaznaczając w nim, że poprzedni odwołuje, ulegają odwołaniu tylko te postanowienia poprzedniego testamentu, których nie można pogodzić z treścią nowego testamentu.
Testament powinien być tłumaczony w sposób zapewniający możliwie najpełniejsze urzeczywistnienie woli spadkodawcy. W przypadku gdy testament może być tłumaczony na kilka sposobów, należy przyjąć taką wykładnię, która pozwoli utrzymać rozrządzenia spadkodawcy w mocy i jednocześnie nadać im rozsądną treść.
Testamenty dzielą się na zwykłe i szczególne.

## Testamenty zwykłe
Testamenty zwykłe to:

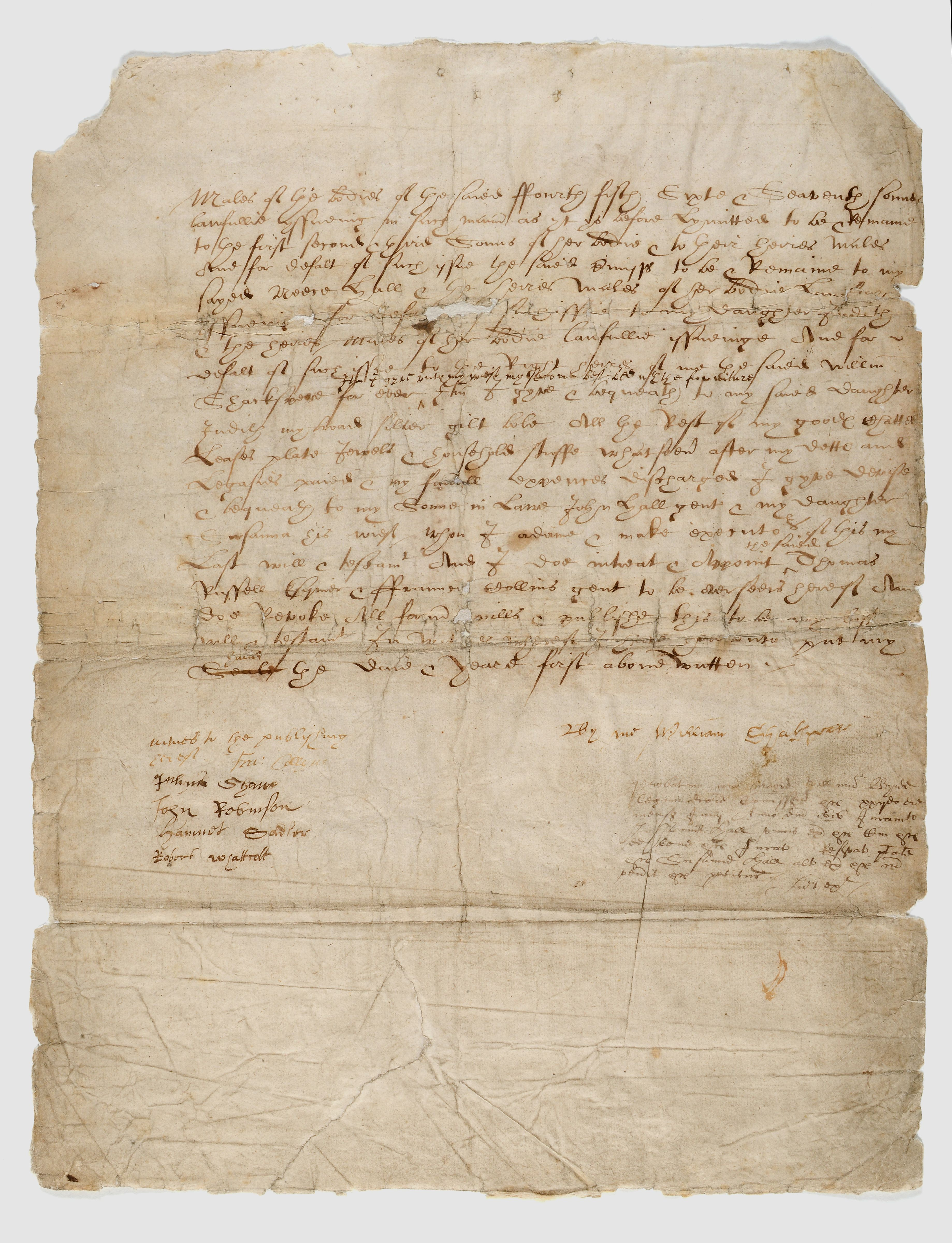
Testament Williama Shakespeare'a z 1616.

1. testament własnoręczny (holograficzny) – napisany w całości pismem ręcznym, własnoręcznie podpisany i opatrzony datą. Jednakże brak daty nie pociąga za sobą nieważności testamentu własnoręcznego, jeżeli nie wywołuje wątpliwości co do zdolności spadkodawcy do sporządzenia testamentu, co do treści testamentu lub co do wzajemnego stosunku kilku testamentów.
2. testament notarialny – sporządzony przez notariusza w formie aktu notarialnego.
3. testament allograficzny – sporządzony poprzez ustne oświadczenie ostatniej woli w obecności dwóch świadków wobec wójta (burmistrza, prezydenta miasta), starosty, marszałka województwa, sekretarza powiatu albo gminy lub kierownika urzędu stanu cywilnego. Oświadczenie spadkodawcy spisuje się w protokole z podaniem daty jego sporządzenia. Protokół odczytuje się spadkodawcy w obecności świadków. Protokół powinien być podpisany przez:
  1. spadkodawcę,
  2. osobę, wobec której wola została oświadczona,
  3. świadków.

W przypadku gdy spadkodawca nie może podpisać protokołu, należy to zaznaczyć w protokole oraz wskazać przyczyny braku podpisu.
Zdarza się, że protokół sporządzony przy testamencie allograficznym nie spełnia wszystkich kodeksowych wymogów, w związku z czym taki testament jest nieważny. Praktyka sądownicza wybrnęła jednak z tego w ten sposób, iż gdy spełnione zostają wymogi testamentu szczególnego w postaci testamentu ustnego, to traktuje się ostatnie oświadczenie woli testatora właśnie jako złożone w postaci testamentu ustnego.

## Testamenty szczególne

### Testament ustny
- powstaje, gdy istnieje obawa rychłej śmierci spadkodawcy
- aby testament był skuteczny, ostatnia wola spadkodawcy musi być oświadczona w obecności co najmniej 3 świadków
- oświadczenie spadkodawcy w ciągu roku musi być spisane, a pismo podpisane przez spadkodawcę i dwóch świadków albo przez wszystkich świadków,
- albo gdy spisanie nie jest możliwe, w ciągu sześciu miesięcy od śmierci spadkodawcy wola spadkodawcy będzie potwierdzona przed sądem przez trzech, względnie dwóch świadków.

### Testament podróżny
- spisany podczas podróży na polskim statku morskim lub powietrznym przed kapitanem tego statku.

### Testament wojskowy
- dowódca spisuje wolę spadkodawcy, podaje datę jej spisania, następnie wszyscy podpisują ten testament.

## Przepisy dotyczące świadków testamentu
Świadkiem przy sporządzaniu testamentu nie może być:
1. osoba bez pełnej zdolności do czynności prawnych;
2. niewidomy, głuchy lub niemy;
3. osoba, która nie może czytać i pisać;
4. osoba, która nie włada językiem, w którym spadkodawca sporządza testament;
5. skazany prawomocnie wyrokiem sądowym za fałszywe zeznania.

Świadkiem przy sporządzaniu testamentu nie może być także osoba, dla której w testamencie została przewidziana jakakolwiek korzyść. Nie mogą być również świadkami: małżonek tej osoby, jej krewni lub powinowaci pierwszego i drugiego stopnia oraz osoby pozostające z nią w stosunku przysposobienia.
W przypadku gdy świadkiem była jedna z osób wymienionych powyżej, nieważne jest tylko postanowienie, które przysparza korzyści tej osobie, jej małżonkowi, krewnym lub powinowatym pierwszego lub drugiego stopnia albo osobie pozostającej z nią w stosunku przysposobienia. Jednakże gdy z treści testamentu lub z okoliczności wynika, że bez nieważnego postanowienia spadkodawca nie sporządziłby testamentu danej treści, nieważny jest cały testament.

## Forma testamentu a prawo prywatne międzynarodowe
Zgodnie z konwencją w przedmiocie formy rozporządzeń testamentowych sporządzoną w Hadze dnia 5 października 1961 r. formę testamentu należy uznawać za dochowaną, jeżeli jest ona zgodna z prawem:
- miejsca, w którym spadkodawca dokonał rozporządzenia, albo
- obowiązującym w państwie, którego obywatelem był spadkodawca bądź w chwili dokonywania rozporządzenia, bądź w chwili śmierci, albo
- miejsca, w którym spadkodawca miał miejsce zamieszkania bądź w chwili dokonywania rozporządzenia, bądź w chwili śmierci, albo
- miejsca, w którym spadkodawca miał miejsce zwykłego pobytu bądź w chwili dokonywania rozporządzenia, bądź w chwili śmierci, albo
- w odniesieniu do nieruchomości – miejsca ich położenia.

Postanowienia te stosuje się do obywatela polskiego, choćby sporządził testament wedle powyższych reguł w formie przewidzianej przez państwo, które nie jest stroną konwencji (brak wymogu wzajemności).
W stosunku do państw Unii Europejskiej pierwszeństwo przed konwencją ma Rozporządzenie Parlamentu Europejskiego i Rady (UE) nr 650/2012 z dnia 4 lipca 2012 r. w sprawie jurysdykcji, prawa właściwego, uznawania i wykonywania orzeczeń, przyjmowania i wykonywania dokumentów urzędowych dotyczących dziedziczenia oraz w sprawie ustanowienia europejskiego poświadczenia spadkowego (CELEX: 32012R0650).

## Odwołanie testamentu
Zgodnie z polskim prawem testament można odwołać w każdym momencie. Kluczowe znaczenie ma zasada swobody testowania, która pozwala każdemu spadkodawcy decydować o swoim majątku bez ograniczeń wynikających z wcześniejszych decyzji. Oznacza to, że każdy testament – niezależnie od jego formy – może zostać zmieniony, unieważniony lub zastąpiony nowym.

### Sposoby odwołania testamentu
Odwołanie testamentu może nastąpić w sposób bezpośredni lub pośredni. Najważniejsze metody przewidziane przez prawo:
- Sporządzenie nowego testamentu. Najprostszym sposobem odwołania testamentu jest sporządzenie nowego dokumentu, który automatycznie unieważnia poprzedni, o ile nie zawiera postanowień wskazujących na jego uzupełnienie. Ważne jest, aby w nowym testamencie wyraźnie wskazać, że poprzednie oświadczenie woli zostaje uchylone. Przykładowo, spadkodawca może napisać: „Odwołuję wszystkie wcześniejsze testamenty i ustanawiam niniejszy dokument jako jedyny wyraz mojej woli.” Taka formuła wyklucza ewentualne wątpliwości co do aktualności wcześniejszych zapisów. Na podstawie art. 948–961 kodeksu cywilnego – jeśli spadkodawca sporządził nowy testament, nie zaznaczając w nim, że poprzedni (czy poprzednie) odwołuje, ulegają odwołaniu tylko te ich postanowienia, których nie można pogodzić z nowym testamentem (o tym decyduje sąd)[3].

- Zniszczenie testamentu. Fizyczne zniszczenie testamentu, np. jego podarcie lub spalenie, również jest skutecznym sposobem jego odwołania. Ważne jest jednak, aby czyn ten został dokonany przez samego spadkodawcę lub na jego wyraźne polecenie. W przeciwnym razie mogą pojawić się wątpliwości co do intencji odwołania.

- Wprowadzenie zmian w testamencie. Spadkodawca może dokonać zmian w istniejącym testamencie, np. poprzez dopisanie nowych postanowień lub przekreślenie starych. Należy jednak pamiętać, że zmiany powinny być dokonane w sposób jednoznaczny i czytelny, aby uniknąć sporów interpretacyjnych po śmierci testatora.

- Odwołanie poprzez oświadczenie woli. Spadkodawca może odwołać testament poprzez jednoznaczne oświadczenie woli złożone w dowolnej formie. Oświadczenie to może być sporządzone w formie pisemnej lub ustnej, o ile jego treść nie budzi wątpliwości co do intencji testatora[4].

## Notarialny Rejestr Testamentów
W 2011 r. Krajowa Rada Notarialna utworzyła Notarialny Rejestr Testamentów (NORT) – elektroniczny rejestr, który zawiera informacje o zarejestrowanych testamentach, nie zawiera natomiast treści samych testamentów. Testament jest rejestrowany na wniosek testatora, po złożeniu testamentu u notariusza. Poszukiwanie testamentu w rejestrze jest możliwe po śmierci testatora, po okazaniu aktu zgonu testatora.